# Micrambyx ferreroi
Micrambyx ferreroi är en skalbaggsart som beskrevs av Mourglia 1991. Micrambyx ferreroi ingår i släktet Micrambyx och familjen långhorningar.
Artens utbredningsområde är Zimbabwe. Inga underarter finns listade i Catalogue of Life.